# Wilhelm Gaj-Piotrowski
Wilhelm Gaj-Piotrowski (ur. 3 czerwca 1924 w Charzewicach, zm. 16 grudnia 2017) – polski ksiądz katolicki, doktor habilitowany, historyk, etnograf i regionalista, twórca pojęcia „regionu dolnosańskiego”, kolekcjoner. Fundator i założyciel Muzeum Regionalnego w Stalowej Woli oraz donator Muzeum Jana Pawła II w Stalowej Woli. Autor artykułów i książek poświęconych przede wszystkim Rozwadowowi i okolicom położonym w „regionie dolnosańskim”, a także z zakresu numizmatyki, medalierstwa, historii sztuki.

## Życiorys
Urodził się w 1924 w Chrzewicach (dziś dzielnica Stalowej Woli). Uczęszczał do szkoły powszechnej w Rozwadowie, później był uczniem Seminarium Serafickiego oo. Kapucynów w Rozwadowie. 
Po wybuchu II wojny światowej ukrywał się przed wywózką na roboty do Niemiec w klasztorze w Sędziszowie Małopolskim, gdzie wstąpił do zakonu. Uczestnik tajnych kompletów podczas II wojny światowej. Maturę złożył eksternistycznie w IV Gimnazjum i Liceum im. Henryka Sienkiewicza w Krakowie w 1945 roku. 
Studia odbywał na Wydziale Teologicznym UJ w latach 1948–1950. 25 czerwca 1950 roku przyjął święcenia kapłańskie w Katowicach z rąk bp. Stanisława Adamskiego. W latach 1950–1964 pracował jako duszpasterz i katecheta w diecezji wrocławskiej. W 1966 ukończył pedagogikę na Uniwersytecie Wrocławskim. W 1971 uzyskał stopień doktora nauk humanistycznych na Akademii Teologii Katolickiej w Warszawie za dysertację Parafia rozwadowska na tle przemian społeczno-gospodarczych w latach 1740–1944, którą pisał pod kierunkiem prof. Hieronima E. Wyczawskiego. W 1985 uzyskał stopień doktora habilitowanego na podstawie dorobku naukowego oraz książki Kultura materialna ludu okolic Rozwadowa w Instytucie Historii Kultury Materialnej PAN w Warszawie.
W latach 1988–1991 docent wykładowca Katedry Etnografii Uniwersytetu Wrocławskiego. Od 1991 był na emeryturze, osiadł w Stalowej Woli i poświęcił się studiom i pisarstwu regionalnemu.
Należał do Polskiego Towarzystwa Numizmatycznego w Warszawie, Polskiego Towarzystwa Ludoznawczego we Wrocławiu.
Pochowany na cmentarzu komunalnym w Stalowej Woli.

## Nagrody i wyróżnienia
- 1991 – Nagroda im. Franciszka Kotuli I stopnia (za całokształt pacy badawczej poświęconej kulturze ludowej regionu rozwadowskiego oraz za publikacje o Rozwadowie z 1967 i z 1975)[2]
- 2000 – Nagroda „Gałązka Sosny” miasta Stalowa Wola
- 2007 – Nagroda „Gałązka Sosny” miasta Stalowa Wola
- 2009 – Srebrny Medal „Zasłużony Kulturze Gloria Artis”[3]

## Twórczość
- Kultura społeczna ludu okolic Rozwadowa (1967)
- Kultura materialna ludu z okolic Rozwadowa (1975)
- O. Hieronim Ryba Kapucyn. Budowniczy kościołów w rejonie Rozwadowa 1850-1895-1927, (1982)
- Duchy i demony w wierzeniach ludowych z okolic Stalowej Woli-Rozwadowa i Tarnobrzega (1993)
- Sanktuarium Matki Boskiej Szkaplerznej w Rozwadowie - farze 1754-1994 (1994)
- Flisacki Ulanów (1997)
- Królewski zamek w Przyszowie - studium z dziejów osadnictwa (1998)
- Zanim powstała Stalowa Wola - studium z prehistorii miasta (2000)
- Lubomirscy rodowej linii rzeszowsko-rozwadowskiej (2002)
- Kościół św. Floriana w Stalowej Woli. Miniskansen architektury drewnianej (2003), współautorzy: Dionizy Garbacz, Kazimierz Jańczyk
- Rozwadowscy założyciele miasta Rozwadowa. Studium genealogiczno-gospodarcze (2005), współautor: Kazimierz Jańczyk
- Wspólnie z K. Kuczmanem, M. Stańkowskim, K. Jańczykiem i A. Nieznalskim: Nadsańska Jasna Górka, Sandomierz 2008